# Puchar Świata w kolarstwie przełajowym 2013/2014
Puchar Świata w kolarstwie przełajowym w sezonie 2013/2014 był 21. edycją tej imprezy. Organizowany przez UCI, obejmował po siedem zawodów dla kobiet i mężczyzn. Pierwszy wyścig odbył się 20 października 2013 roku w holenderskim Valkenburgu, a ostatni zaplanowano na 26 stycznia 2014 roku we francuskim Nommay. 
Trofeum sprzed bronili: Belg Niels Albert wśród mężczyzn oraz Amerykanka Katherine Compton wśród kobiet. W tym sezonie wśród mężczyzn zwyciężył Lars van der Haar wśród mężczyzn, a wśród kobiet ponownie najlepsza była Compton.

## Wyniki

### Mężczyźni
| Lp | Miejscowość    | Data                 | 1. miejsce        | 2. miejsce        | 3. miejsce        |
| -- | -------------- | -------------------- | ----------------- | ----------------- | ----------------- |
| 1. | Valkenburg     | 20 października 2013 | Lars van der Haar | Kevin Pauwels     | Philipp Walsleben |
| 2. | Tábor          | 26 października 2013 | Lars van der Haar | Philipp Walsleben | Kevin Pauwels     |
| 3. | Koksijde       | 23 listopada 2013    | Niels Albert      | Francis Mourey    | Philipp Walsleben |
| 4. | Namur          | 22 grudnia 2013      | Francis Mourey    | Klaas Vantornout  | Niels Albert      |
| 5. | Heusden-Zolder | 26 grudnia 2013      | Lars van der Haar | Martin Bína       | Zdeněk Štybar     |
| 6. | Rzym           | 5 stycznia 2014      | Niels Albert      | Lars van der Haar | Sven Nys          |
| 7. | Nommay         | 26 stycznia 2014     | Tom Meeusen       | Francis Mourey    | Philipp Walsleben |

### Kobiety
| Lp | Miejscowość    | Data                 | 1. miejsce        | 2. miejsce        | 3. miejsce      |
| -- | -------------- | -------------------- | ----------------- | ----------------- | --------------- |
| 1. | Valkenburg     | 20 października 2013 | Marianne Vos      | Katherine Compton | Nikki Harris    |
| 2. | Tábor          | 26 października 2013 | Katherine Compton | Nikki Harris      | Pavla Havlíková |
| 3. | Koksijde       | 23 listopada 2013    | Katherine Compton | Sanne Cant        | Nikki Harris    |
| 4. | Namur          | 22 grudnia 2013      | Katherine Compton | Marianne Vos      | Nikki Harris    |
| 5. | Heusden-Zolder | 26 grudnia 2013      | Katherine Compton | Marianne Vos      | Sanne Cant      |
| 6. | Rzym           | 5 stycznia 2014      | Katherine Compton | Marianne Vos      | Eva Lechner     |
| 7. | Nommay         | 26 stycznia 2014     | Marianne Vos      | Helen Wyman       | Eva Lechner     |

## Klasyfikacja generalna
| Lp. | Zawodnik            | Punkty |
| --- | ------------------- | ------ |
| 1.  | Lars van der Haar   | 467    |
| 2.  | Philipp Walsleben   | 409    |
| 3.  | Niels Albert        | 392    |
| 4.  | Kevin Pauwels       | 363    |
| 5.  | Francis Mourey      | 340    |
| 6.  | Klaas Vantornout    | 321    |
| 7.  | Tom Meeusen         | 309    |
| 8.  | Bart Aernouts       | 308    |
| 9.  | Rob Peeters         | 294    |
| 10. | Thijs van Amerongen | 279    |

| Lp. | Zawodniczka           | Punkty |
| --- | --------------------- | ------ |
| 1.  | Katherine Compton     | 350    |
| 2.  | Nikki Harris          | 284    |
| 3.  | Marianne Vos          | 270    |
| 4.  | Sanne Cant            | 261    |
| 5.  | Helen Wyman           | 214    |
| 6.  | Ellen van Loy         | 190    |
| 7.  | Eva Lechner           | 150    |
| 8.  | Lucie Chainel-Lefèvre | 145    |
| 9.  | Sophie de Boer        | 144    |
| 10. | Pavla Havlíková       | 139    |